# Jovan Perišić
Jovan Perišić (född i Ključ, Bosnien och Hercegovina) är en Bosnien-serbisk sångare inom turbo-folk som över en natt uppnådde framgång med mega-hits som Treća smena ("Den tredje") och Crno oko ("Svarta ögon"), båda med på hans debutalbum Čovek Kafanski (1999). Samma år vann han priset Zlatni Melos som bästa sångare i Republika Srpska och fick uppträda i Svilajnac tillsammans med artister som Mile Kitić, Nedeljko Bajić Baja, Mitar Mirić och Jelena Karleuša. Perišić har för övrigt uppträtt på konserter i bland annat Österrike, Schweiz, Danmark, Belgien och Italien. Hans största hit hittills är förmodligen Moje najmilije. Han påstås också ha upptäckt de mer kända bosniska artister.
Hans egen största idol är Šaban Šaulić.[källa behövs]